# Oreosolen unguiculatus
Oreosolen unguiculatus är en flenörtsväxtart som beskrevs av William Botting Hemsley. Oreosolen unguiculatus ingår i släktet Oreosolen och familjen flenörtsväxter. Inga underarter finns listade i Catalogue of Life.